# Junkers Ju 87
De Junkers Ju 87 is een tactische duikbommenwerper van de Duitse Luftwaffe. Hij is vooral bekend als Stuka. Deze benaming is formeel de afkorting van het Duitse woord Sturzkampfflugzeug (duikbommenwerper), maar werd meestal specifiek gebruikt om de Ju 87 aan te duiden. Hij werd gebouwd door de firma Junkers.

## Geschiedenis

### Ontwikkeling

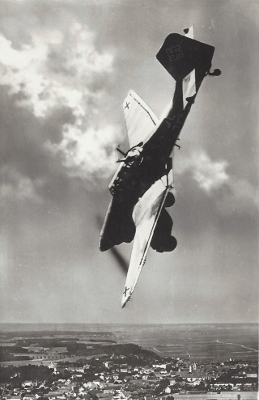
Een Ju 87 in duikvlucht

Het idee om een dergelijk toestel te ontwikkelen ontstond toen Ernst Udet in september 1933 in de VS een demonstratie van de Curtiss Hawk II (Model 65, exportversie van de voor de Amerikaanse marine ontworpen XF11C-2) zag. Udet kocht er twee, die door Hermann Göring werden betaald en liet ze naar Duitsland vervoeren waar hij ze demonstreerde aan het Reichsluftfahrtministerium, het Duitse ministerie van Luchtvaart. Ze werden aan een grondig onderzoek onderworpen en droegen zo bij aan de door Udet sterk bepleite rol voor duikbommenwerpers en de ontwikkeling van de Ju 87.

### Eerste jaren
In het begin van de Tweede Wereldoorlog boekte de Junkers Ju 87 grote successen tegen onvoorbereide grondtroepen.
Voor de Luftwaffe leek het toestel te kunnen zorgen voor precisiebombardementen die, gemeten in geld, materiaal en mankracht, goedkoop te noemen waren. Het was een vervangingsmiddel voor de artillerie en verleende uitstekend luchtsteun aan de infanterie. Hans-Ulrich Rudel teisterde de troepen van de Sovjet-Unie met dit toestel.

## Kenmerken

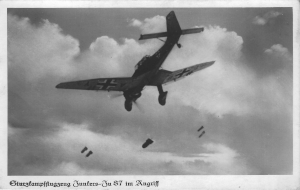
Een Ju 87 in actie

De Junkers Ju 87 was een van de meest gespecialiseerde ontwerpen die ooit in massaproductie werden genomen. Het toestel was onder meer voorzien van een raam in de vloer waardoor de piloot het doel kon zien, en uitgerust met luchtremmen die de duik zeer konden vertragen, waardoor hij nauwkeurig kon richten. Later werden er sirenes op het vliegtuig gemonteerd, die de bijnaam "de bazuinen van Jericho" kregen. Op het moment dat de Stuka een duikvlucht begon, begonnen de sirenes (ook wel trompet genoemd vanwege het geluid) te loeien. Meestal joeg het geluid ervan de mensen beneden grote schrik aan, waardoor ze in hun paniek het verdedigende leger in de weg liepen.

## Typen

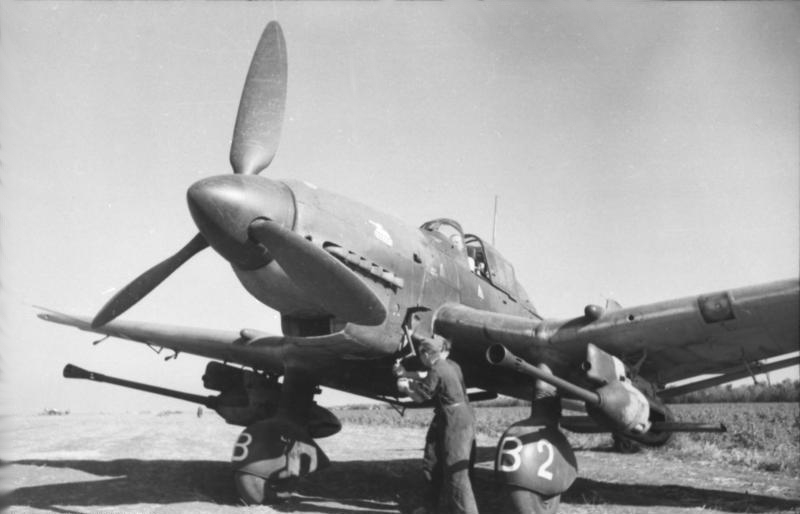
Een Ju 87 G met twee 37 mm antitankkanonnen

Het type Junkers Ju 87B kon één bom van 500 kg meevoeren of één van 250 kg en vier van 50 kg. De beruchte 'Aas' Hans-Ulrich Rudel slaagde er echter in het Russische slagschip Marat tot zinken te brengen met een bom van 1000 kg. Het toestel had een beperkte actieradius van 285 km. De kleine bomlading werd gecompenseerd door de korte afhandelingstijd op de basis, waardoor sommige toestellen tot zes vluchten per dag uitvoerden. Nadeel van het toestel was de geringe snelheid, waardoor het een makkelijk doelwit was voor vijandelijke vliegtuigen. Hier kwam nog bij dat het toestel ter verdediging alleen beschikte over een achterwaarts gericht machinegeweer, hetgeen in de praktijk een erg inefficiënte verdediging bleek te zijn. Hierdoor was het dan ook een gemakkelijke prooi voor geallieerde jagers. Aan het oostfront kreeg de Stuka, voorzien van een kanon, een nieuwe functie als antitankwapen. Hier kreeg het toestel de bijnamen "Kanonenvogel" of "Flugzeug mit den langen Stangen".
Een andere variant was de Junkers Ju 87E Stuka. Dit was een aangepast ontwerp, bedoeld voor gebruik vanaf het vliegdekschip de Graf Zeppelin en vanaf tot hulpvliegdekschip om te bouwen vrachtschepen. De Ju 87E werd voorzien van opvouwbare vleugels en kon een torpedo vervoeren. Er werden echter alleen enkele proefexemplaren van gebouwd.
Na de Junkers Ju 87 "Stuka" zou er een tweede versie verschijnen, de Junkers Ju 187/287. Deze bleek echter al tijdens de ontwerpfase minder goed te presteren dan werd verwacht en bovendien geen meerwaarde te bieden boven de Focke-Wulf Fw 190, zodat de ontwikkeling werd gestaakt.
De Stuka-eenheden kregen veel aandacht van het Duitse propaganda-apparaat.

## Gebruik in andere luchtmachten
De Ju 87 was ook bij de Italiaanse luchtmacht in gebruik en had daar als bijnaam Picchiatello. Ook de Hongaarse, Roemeense en Bulgaarse luchtmachten beschikten over dit toestel.